# Perfume 『BUDOUKaaaaaaaaaaN!!!!!』
『Perfume 『BUDOUKaaaaaaaaaaN!!!!!』』（パフューム・ぶどうかーん）は、日本のテクノポップユニット、Perfumeの3作目の映像作品である（CD付属のDVDは除く）。2013年8月14日にBlu-ray Discも発売された。

## 収録映像
2008年11月6日・7日に日本武道館で行われた、Perfumeのワンマン・ライブ『森永乳業 エスキモー pino presents BUDOUKaaaaaaaaaaN!!!!!』から、DISC1には11月7日の公演の全曲分を、DISC2にはライブまでの軌跡や、実際に公演で映し出された『Butterfly』特典映像を収録。また、副音声にメンバーのトークも収録。
DISC1
1. コンピューターシティ(故障ver.)
2. edge
3. エレクトロ・ワールド
4. plastic smile
5. love the world
6. マカロニ
7. Baby cruising Love
8. Take me Take me
9. GAME
10. シークレットシークレット
11. パーフェクトスター・パーフェクトスタイル
12. セラミックガール
13. ジェニーはご機嫌ななめ
14. チョコレイト・ディスコ
15. ポリリズム
16. Puppy love

ENCORE
1. Dream Fighter
2. Perfume
3. wonder2

DISC2
1. TOKUTeeeeeeeeeeN!!!!!(主音声&副音声)
2. Butterfly BUDOUKaaaaaaaaaaN!!!!! ver.

## 特典
BDの初回プレス分には“オリジナルDVDジャケット”ステッカーが封入されている。

## リリース日一覧
過去にリリースされていた6作のDVDがBD化された際に、本作もBD化した。
| 発売日        | 規格 | 品番      | 出典  |
| ------------- | ---- | --------- | ----- |
| 2009年4月22日 | DVD  | TKBA-1126 | [ 5 ] |
| 2013年8月14日 | BD   | TKXA-1012 | [ 4 ] |

## チャート成績
発売初週で約6.3万枚を売り上げ、前作のDVD『Perfume First Tour 『GAME』』に引き続き2作連続のオリコンDVD総合売り上げ首位を獲得した。女性グループの2作連続総合首位獲得は、モーニング娘。以来史上2組目で8年8か月ぶり。